# Girl Scout
Girl Scout är ett svenskt rockband som bildades 2020 i Stockholm.

## Historia
Medlemmarna träffades på jazzlinjen på Kungliga Musikhögskolan och består av Emma Jansson, Viktor Spasov, Kevin Hamring och Per Lindberg. År 2022 släpptes deras debutsingel "Do You Remember Sally Moore?", och året därpå släpptes deras första EP "Real Life Human Garbage". Sedan dess har de släppt ytterligare två EPs; "Granny Music" som kom ut samma år och "Headache" som släpptes 2024.

## Diskografi
- 2023 – Real Life Human Garbage
- 2023 – Granny Music
- 2024 – Headache